# Sixto Mario Soto
Sixto Mario Soto y Alonso (n. 1846) fue un militar y escritor español.

## Biografía
Nacido en 1846, llegó a ser coronel, comandante de Ingenieros de la plaza de Vitoria y comandante general de Ingenieros de la 7.ª Región Militar. Tras participar en el bando liberal en la tercera guerra carlista, desarrolló la mayor parte de su actividad en el ámbito de la construcción militar, siendo sus obras de mayor envergadura el cuartel de caballería Conde Ansúrez de Valladolid y las factorías del Parque de Artillería y del Hospital  Militar de Vitoria, además de desarrollar una importante actividad topográfica.
Coronel de Ingenieros, colaboró con diversos artículos publicados en el diario La Libertad de Vitoria; de la recolección de algunos de ellos nacerían más tarde algunas de sus obras. Fue autor, entre otras, de Apuntes de fortificación para el oficial en campaña (1879), Teoría de los números aproximados (1886),  La basílica de Nuestra Señora de Estíbaliz (1894), El Tercio Alavés en la Guerra de África (1859 á 1860), de 1897, y Sabatini (1903), estudio biográfico de Francesco Sabatini.